# Puchar Świata w saneczkarstwie (tory naturalne) 2008/2009
Puchar Świata w saneczkarstwie 2008/2009 na torach naturalnych to 17. edycja zawodów w saneczkarstwie. Zawodnicy podczas tego sezonu wystąpili w sześciu zawodach tego cyklu rozgrywek. Rywalizacja rozpoczęła się w Sankt Sebastian 9 stycznia 2009, a zakończyła w Nowouralsku 27 lutego 2009 roku.

## Kalendarz zawodów Pucharu Świata
| Lp.   | Data                | Miejscowość              | Konkurencja      | 1 miejsce                               | 2 miejsce                                 | 3 miejsce                                      |
| ----- | ------------------- | ------------------------ | ---------------- | --------------------------------------- | ----------------------------------------- | ---------------------------------------------- |
| 1. PŚ | 9-11 stycznia 2009  | Sankt Sebastian          | Jedynki kobiet   | Renate Gietl                            | Jekatierina Ławrientjewa                  | Melanie Batkowski                              |
| 1. PŚ | 9-11 stycznia 2009  | Sankt Sebastian          | Jedynki mężczyzn | Gerald Kammerlander                     | Michael Scheikl                           | Thomas Schopf                                  |
| 1. PŚ | 9-11 stycznia 2009  | Sankt Sebastian          | Dwójki mężczyzn  | Rosja Paweł Porszniew · Iwan Łazariew   | Włochy Patrick Pigneter · Florian Clara   | Polska Andrzej Laszczak · Damian Waniczek      |
| 2. PŚ | 16-18 stycznia 2009 | Umhausen                 | Jedynki kobiet   | Renate Gietl                            | Jekatierina Ławrientjewa                  | Melanie Batkowski                              |
| 2. PŚ | 16-18 stycznia 2009 | Umhausen                 | Jedynki mężczyzn | Gerald Kammerlander                     | Patrick Pigneter                          | Robert Batkowski                               |
| 2. PŚ | 16-18 stycznia 2009 | Umhausen                 | Dwójki mężczyzn  | Rosja Paweł Porszniew · Iwan Łazariew   | Włochy Patrick Pigneter · Florian Clara   | Polska Andrzej Laszczak · Damian Waniczek      |
| 3. PŚ | 23-25 stycznia 2009 | Unterammergau            | Jedynki kobiet   | Renate Gietl                            | Melanie Batkowski                         | Jekatierina Ławrientjewa                       |
| 3. PŚ | 23-25 stycznia 2009 | Unterammergau            | Jedynki mężczyzn | Patrick Pigneter                        | Gernot Schwab                             | Thomas Schopf                                  |
| 3. PŚ | 23-25 stycznia 2009 | Unterammergau            | Dwójki mężczyzn  | Włochy Patrick Pigneter · Florian Clara | Austria Christian Schopf · Andreas Schopf | Austria Christian Schatz · Gerhard Muehlbacher |
| 4. PŚ | 30-1 lutego 2009    | Nova Ponente             | Jedynki kobiet   | Jekatierina Ławrientjewa                | Evelyn Lanthaler                          | Renate Gietl                                   |
| 4. PŚ | 30-1 lutego 2009    | Nova Ponente             | Jedynki mężczyzn | Patrick Pigneter                        | Thomas Schopf                             | Hannes Clara                                   |
| 4. PŚ | 30-1 lutego 2009    | Nova Ponente             | Dwójki mężczyzn  | Włochy Patrick Pigneter · Florian Clara | Rosja Paweł Porszniew · Iwan Łazariew     | Austria Christian Schopf · Andreas Schopf      |
| 5. PŚ | 24-25 lutego 2009   | Nowouralsk/Jekaterynburg | Jedynki kobiet   | Jekatierina Ławrientjewa                | Melanie Batkowski                         | Renate Gietl                                   |
| 5. PŚ | 24-25 lutego 2009   | Nowouralsk/Jekaterynburg | Jedynki mężczyzn | Patrick Pigneter                        | Thomas Schopf                             | Gernot Schwab                                  |
| 5. PŚ | 24-25 lutego 2009   | Nowouralsk/Jekaterynburg | Dwójki mężczyzn  | Włochy Patrick Pigneter · Florian Clara | Rosja Paweł Porszniew · Iwan Łazariew     | Austria Christian Schopf · Andreas Schopf      |
| 6. PŚ | 26-27 lutego 2009   | Nowouralsk/Jekaterynburg | Jedynki kobiet   | Melanie Batkowski                       | Jekatierina Ławrientjewa                  | Renate Gietl                                   |
| 6. PŚ | 26-27 lutego 2009   | Nowouralsk/Jekaterynburg | Jedynki mężczyzn | Patrick Pigneter                        | Thomas Schopf                             | Gernot Schwab                                  |
| 6. PŚ | 26-27 lutego 2009   | Nowouralsk/Jekaterynburg | Dwójki mężczyzn  | Włochy Patrick Pigneter · Florian Clara | Rosja Paweł Porszniew · Iwan Łazariew     | Austria Christian Schopf · Andreas Schopf      |

## Klasyfikacje

### Klasyfikacja generalna Pucharu Świata (kobiety)
| lp. | zawodnik                 | kraj     | punkty |
| --- | ------------------------ | -------- | ------ |
| 1.  | Jekatierina Ławrientjewa | Rosja    | 455    |
| 2.  | Renate Gietl             | Włochy   | 440    |
| 3.  | Melanie Batkowski        | Austria  | 410    |
| 4.  | Evelyn Lanthaler         | Włochy   | 300    |
| 5.  | Renate Kasslatter        | Włochy   | 285    |
| 6.  | Julija Wietłowa          | Rosja    | 266    |
| 7.  | Marlies Wagner           | Austria  | 252    |
| 8.  | Tina Unterberger         | Austria  | 198    |
| 9.  | Tamara Schwarz           | Włochy   | 173    |
| 10. | Nina Bučinel             | Słowenia | 167    |

### Klasyfikacja generalna Pucharu Świata (mężczyźni)
| lp.  | zawodnik            | kraj    | punkty |
| ---- | ------------------- | ------- | ------ |
| 1.   | Patrick Pigneter    | Włochy  | 485    |
| 2.   | Thomas Schopf       | Austria | 395    |
| 3.   | Gernot Schwab       | Austria | 324    |
| 4.   | Michael Scheikl     | Austria | 303    |
| 5.   | Gerald Kammerlander | Austria | 296    |
| 6.   | Hannes Clara        | Włochy  | 277    |
| 7.   | Robert Batkowski    | Austria | 260    |
| 8.   | Anton Blasbichler   | Austria | 252    |
| 9.   | Rudi Resch          | Włochy  | 235    |
| 10.  | Stefan Gruber       | Włochy  | 201    |
| .... |                     |         |        |
| 14.  | Damian Waniczek     | Polska  | 138    |
| 21.  | Adam Jędrzejko      | Polska  | 91     |
| 23.  | Andrzej Laszczak    | Polska  | 80     |
| 39.  | Łukasz Goryl        | Polska  | 35     |

### Klasyfikacja generalna Pucharu Świata (dwójki mężczyzn)
| lp. | zawodnik                                     | kraj    | punkty |
| --- | -------------------------------------------- | ------- | ------ |
| 1.  | Patrick Pigneter – Florian Clara             | Włochy  | 485    |
| 2.  | Paweł Porszniew – Iwan Łazariew              | Rosja   | 455    |
| 3.  | Christian Schopf – Andreas Schopf            | Austria | 355    |
| 4.  | Andrzej Laszczak – Damian Waniczek           | Polska  | 305    |
| 5.  | Thomas Weiss – Andreas Leiter                | Austria | 280    |
| 6.  | Christian Schatz – Gerhard Mühlbacher        | Austria | 267    |
| 7.  | Aleksandr Jegorow – Piotr Popow              | Rosja   | 266    |
| 8.  | Thomas Kammerlander – Christoph Regensburger | Austria | 219    |
| 9.  | Witalij Zacharow – Ihor Zeniuk               | Ukraina | 174    |
| 10. | Stanislaw Kowschik – Roman Mołwistow         | Rosja   | 156    |